# Eriko Sanmiya
Eriko Sanmiya (en japonés: 三宮恵利子, Sanmiya Eriko; Kushiro, 19 de septiembre de 1974) es una deportista japonesa que compitió en patinaje de velocidad sobre hielo.
Ganó una medalla de plata en el Campeonato Mundial de Patinaje de Velocidad sobre Hielo en Distancia Corta de 2001. Participó en dos Juegos Olímpicos de Invierno, en los años 1998 y 2002, ocupando el octavo lugar en Nagano 1998, en la prueba de 1000 m.

## Palmarés internacional
| Campeonato Mundial en Distancia Corta | Campeonato Mundial en Distancia Corta | Campeonato Mundial en Distancia Corta | Campeonato Mundial en Distancia Corta |
| Año                                   | Lugar                                 | Medalla                               | Prueba                                |
| ------------------------------------- | ------------------------------------- | ------------------------------------- | ------------------------------------- |
| 2001                                  | Inzell (Alemania)                     | Medalla de plata                      | Clasificación general                 |